# Joan Hannah
Joan Lee Hannah-Robinson, ameriška alpska smučarka, * 27. april 1939, Boston, ZDA.
Nastopila je na olimpijskih igrah 1960 in 1964, najboljšo uvrstitev je dosegla s petnajstim mestom v smuku, in Svetovnem prvenstvu 1962, kjer je osvojila bronasto medaljo v veleslalomu.